# Сант'Именто (Пјаченца)
Сант'Именто је насеље у Италији у округу Пјаченца, региону Емилија-Ромања.
Према процени из 2011. у насељу је живело 221 становника. Насеље се налази на надморској висини од 59 м.